# Adast
Adast est une commune française située dans l'ouest du département des Hautes-Pyrénées, en région Occitanie. Sur le plan historique et culturel, la commune est dans la province du Lavedan, partie sud-occidentale de la Bigorre et constituée d'un ensemble de sept vallées en amont de la ville de Lourdes.
Exposée à un climat océanique altéré, elle est drainée par divers petits cours d'eau. Incluse dans le Parc national des Pyrénées, la commune possède un patrimoine naturel remarquable composé de deux zones naturelles d'intérêt écologique, faunistique et floristique.
Adast est une commune rurale qui compte 302 habitants en 2022, après avoir connu une forte hausse de la population depuis 1962. Elle fait partie de l'aire d'attraction d'Argelès-Gazost. Ses habitants sont appelés les Adastois ou  Adastoises.

## Géographie

### Localisation
La commune d'Adast se trouve dans le département des Hautes-Pyrénées, en région Occitanie.
Elle se situe à 31 km à vol d'oiseau de Tarbes, préfecture du département, et à 4 km d'Argelès-Gazost, sous-préfecture.
Les communes les plus proches sont : 
Uz (1,0 km), Saint-Savin (1,2 km), Beaucens (1,4 km), Pierrefitte-Nestalas (1,4 km), Soulom (2,1 km), Préchac (2,1 km), Artalens-Souin (2,5 km), Villelongue (2,7 km).
Sur le plan historique et culturel, Adast fait partie de la province historique du Lavedan, partie sud-occidentale de la Bigorre et constitué d'un ensemble de sept vallées en amont de la ville de Lourdes. Historiquement, elle  fait partie de la province de Gascogne, et plus particulièrement du comté de Bigorre. La commune est dans le pays de rivière de Saint-Savin, de part et d’autre du gave de Cauterets.
Adast est limitrophe de quatre autres communes dont Lau-Balagnas au nord par un simple quadripoint.
|             | Lau-Balagnas (par un quadripoint) |          |
| Saint-Savin | Adast                             | Beaucens |
|             | Pierrefitte-Nestalas              |          |

### Hydrographie
La commune est dans le bassin de l'Adour, au sein du bassin hydrographique Adour-Garonne. Elle est drainée par le ruisseau du Gabarret, constituant un réseau hydrographique de 1 km de longueur totale,.

### Climat
Le tableau ci-dessous indique les valeurs normales de l'ensoleillement, des températures et des précipitations, observées par Météo-France à Ossun, où se trouve la station météorologique de référence pour le département.
| Mois                              | jan.  | fév.  | mars  | avril | mai   | juin  | jui.  | août  | sep.  | oct.  | nov.  | déc.  | année   |
| --------------------------------- | ----- | ----- | ----- | ----- | ----- | ----- | ----- | ----- | ----- | ----- | ----- | ----- | ------- |
| Température minimale moyenne (°C) | 0,6   | 1,3   | 2,7   | 5,2   | 8,3   | 11,6  | 14,1  | 13,9  | 11,7  | 8     | 3,6   | 1,3   | 6,9     |
| Température moyenne (°C)          | 5,3   | 6,1   | 7,8   | 10    | 13,3  | 16,7  | 19,3  | 19    | 17,2  | 13,3  | 8,5   | 5,8   | 11,9    |
| Température maximale moyenne (°C) | 9,9   | 11    | 12,9  | 14,8  | 18,3  | 21,7  | 24,5  | 24    | 22,6  | 18,6  | 13,4  | 10,4  | 16,8    |
| Ensoleillement (h)                | 108,8 | 118,8 | 155,6 | 157,2 | 181,3 | 191,5 | 215,5 | 196,4 | 194,5 | 164,4 | 124,4 | 104,4 | 1 912,8 |
| Précipitations (mm)               | 112,8 | 97,5  | 100,2 | 105,7 | 113,6 | 80,7  | 57,3  | 70,3  | 71    | 85,2  | 93    | 112,1 | 1 099,4 |

### Milieux naturels et biodiversité

#### Espaces protégés
La protection réglementaire est le mode d’intervention le plus fort pour préserver des espaces naturels remarquables et leur biodiversité associée,.
Dans ce cadre, la commune fait partie de l'aire d'adhésion du Parc National des Pyrénées. Ce  parc national, créé en 1967, abrite une faune riche et spécifique particulièrement intéressante : importantes populations d’isards, colonies de marmottes réimplantées avec succès, grands rapaces tels le Gypaète barbu, le Vautour fauve, le Percnoptère d’Égypte ou l’Aigle royal, le Grand tétras et le discret Desman des Pyrénées qui constitue l’exemple type de ce précieux patrimoine confié au Parc national et aussi l'Ours des Pyrénées,,.

#### Zones naturelles d'intérêt écologique, faunistique et floristique
L’inventaire des zones naturelles d'intérêt écologique, faunistique et floristique (ZNIEFF) a pour objectif de réaliser une couverture des zones les plus intéressantes sur le plan écologique, essentiellement dans la perspective d’améliorer la connaissance du patrimoine naturel national et de fournir aux différents décideurs un outil d’aide à la prise en compte de l’environnement dans l’aménagement du territoire.
Une ZNIEFF de type 1 est recensée sur la commune,
les « massifs du Cabaliros et du Moun Né » (7 764 ha), couvrant 11 communes du département et une ZNIEFF de type 2,,
le « val d'Azun et haute vallée du Gave de Cauterets » (35 378 ha), couvrant 22 communes dont une dans les Pyrénées-Atlantiques et 21 dans les Hautes-Pyrénées.

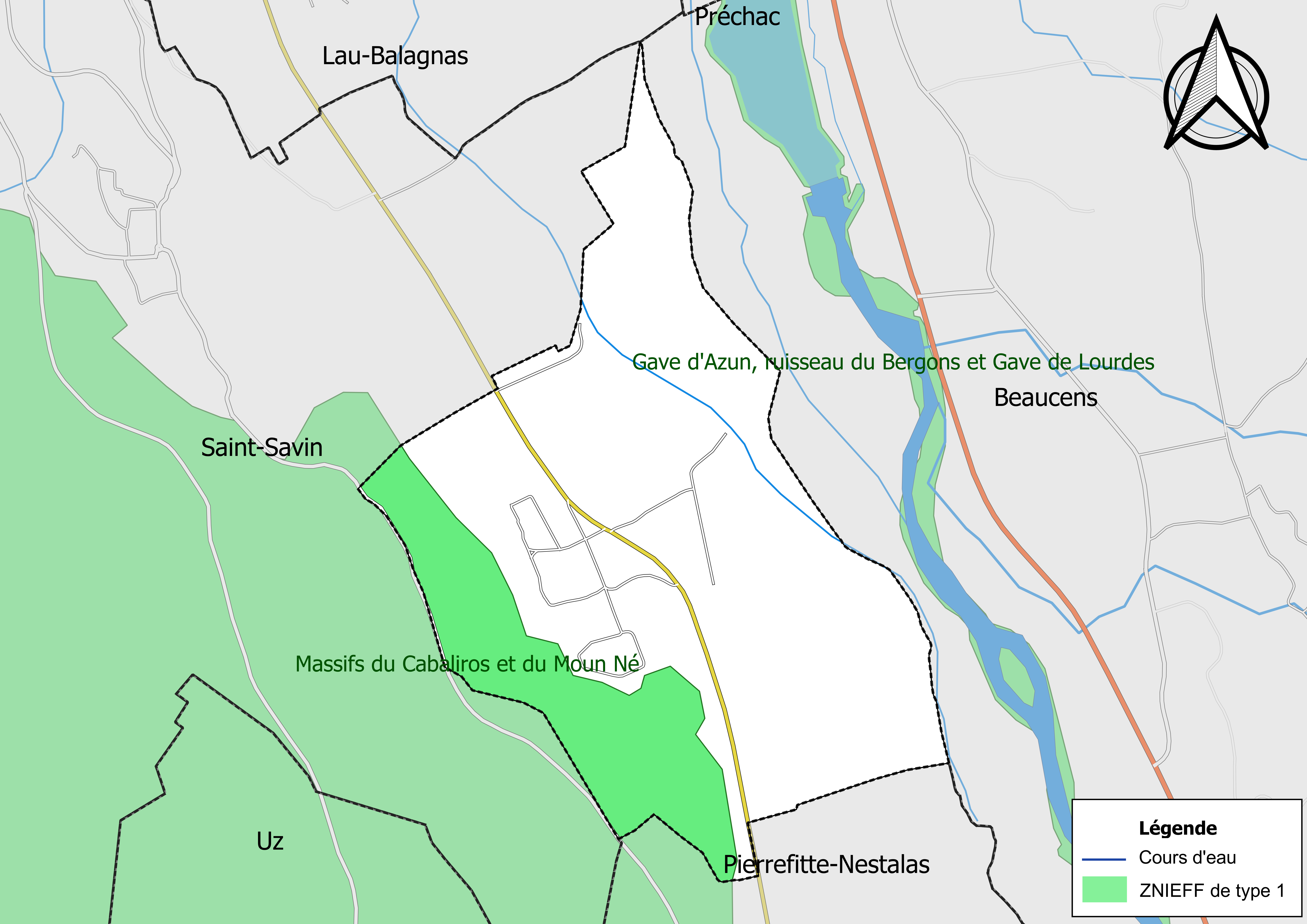
Carte de la ZNIEFF de type 1 sur la commune.
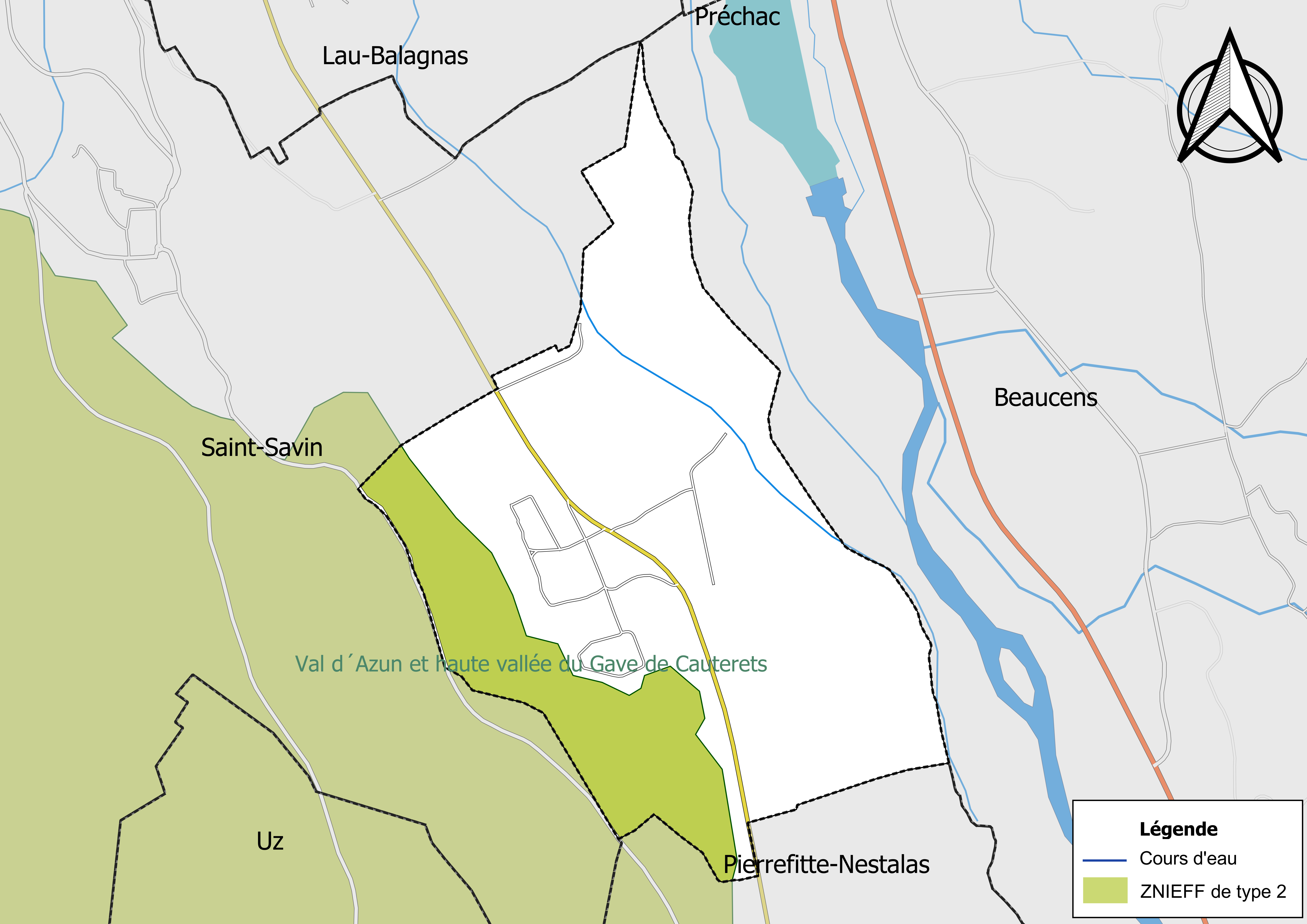
Carte de la ZNIEFF de type 2 sur la commune.

## Urbanisme

### Typologie
Au 1er janvier 2024, Adast est catégorisée commune rurale à habitat dispersé, selon la nouvelle grille communale de densité à sept niveaux définie par l'Insee en 2022.
Elle est située hors unité urbaine. Par ailleurs la commune fait partie de l'aire d'attraction d'Argelès-Gazost, dont elle est une commune de la couronne,. Cette aire, qui regroupe 19 communes, est catégorisée dans les aires de moins de 50 000 habitants,.

### Occupation des sols
L'occupation des sols de la commune, telle qu'elle ressort de la base de données européenne d’occupation biophysique des sols Corine Land Cover (CLC), est marquée par l'importance des territoires agricoles (57,3 % en 2018), une proportion identique à celle de 1990 (57,3 %). La répartition détaillée en 2018 est la suivante : 
prairies (31,3 %), zones agricoles hétérogènes (26 %), zones urbanisées (23,5 %), forêts (19,3 %). L'évolution de l’occupation des sols de la commune et de ses infrastructures peut être observée sur les différentes représentations cartographiques du territoire : la carte de Cassini (XVIIIe siècle), la carte d'état-major (1820-1866) et les cartes ou photos aériennes de l'IGN pour la période actuelle (1950 à aujourd'hui).

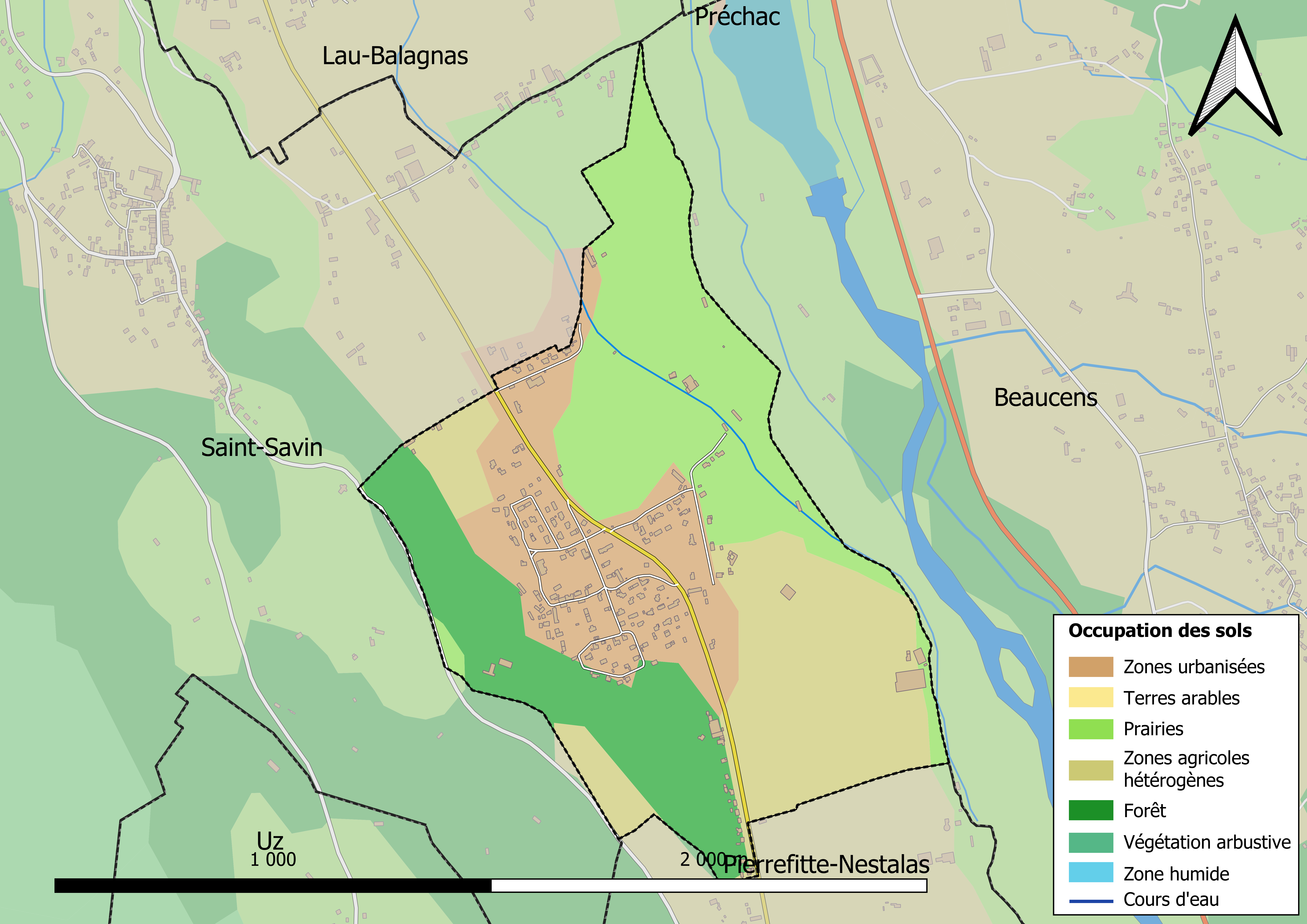
Carte des infrastructures et de l'occupation des sols de la commune en 2018 (CLC).

### Logement
L'habitat d'Adast est essentiellement constitué  de maisons individuelles qui sont pour la plupart d'anciennes fermes reconverties en habitations ou d'anciennes maisons de maître. 

En 2012, le nombre total de logements dans la commune est de 137.

Parmi ces logements, 82,4 % sont des résidences principales, 15,3 % des résidences secondaires et 2,3 % des logements vacants.

### Voies de communication et transports

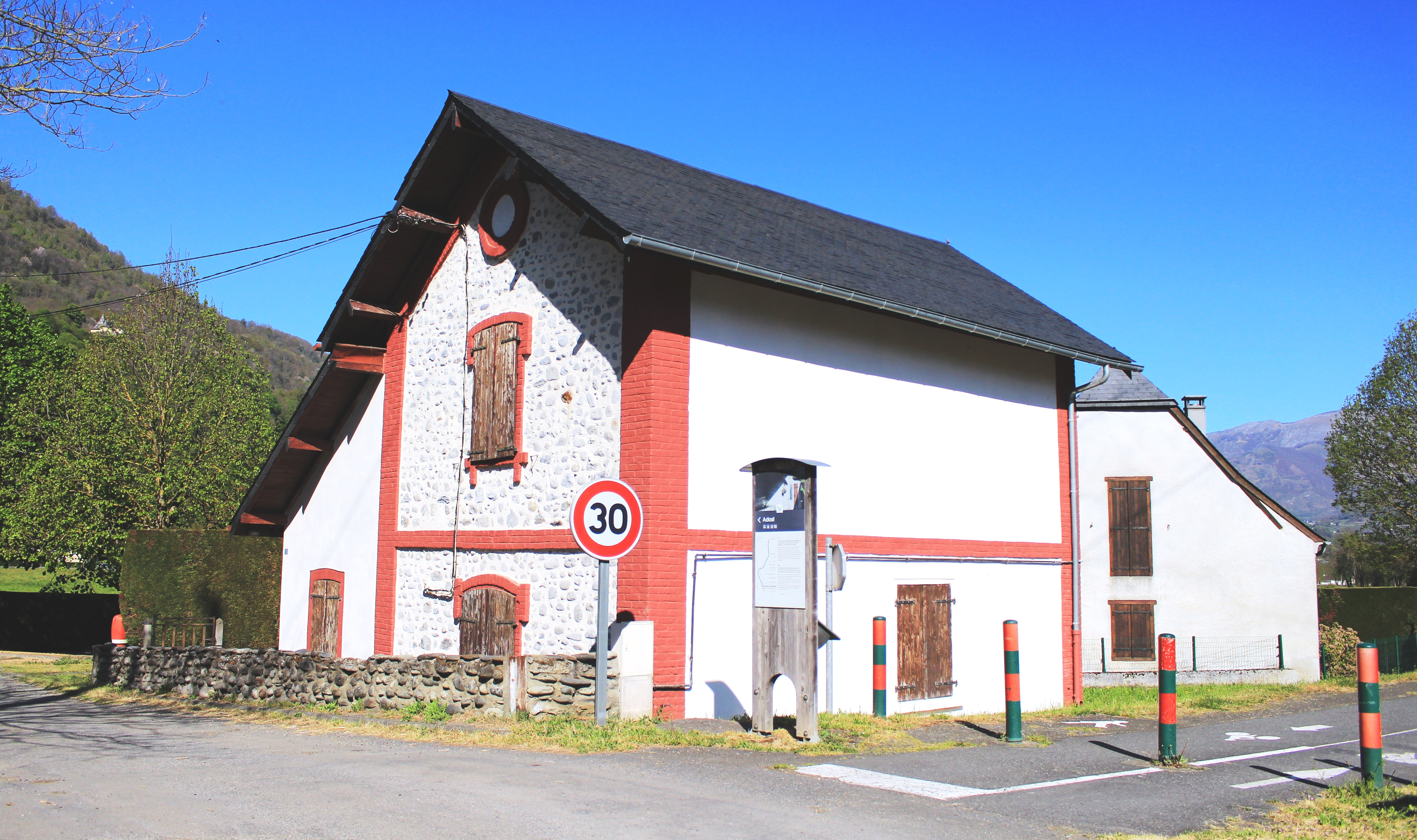
Passage à niveau de l'ancienne Ligne de Lourdes à Pierrefitte-Nestalas.

Cette commune est desservie par la route départementale D 921 (ancienne N 21).

### Risques majeurs
Le territoire de la commune d'Adast est vulnérable à différents aléas naturels : météorologiques (tempête, orage, neige, grand froid, canicule ou sécheresse), inondations, feux de forêts, mouvements de terrains et séisme (sismicité moyenne). Il est également exposé à un risque technologique,  le transport de matières dangereuses, et à un risque particulier : le risque de radon. Un site publié par le BRGM permet d'évaluer simplement et rapidement les risques d'un bien localisé soit par son adresse soit par le numéro de sa parcelle.

#### Risques naturels
Certaines parties du territoire communal sont susceptibles d’être affectées par le risque d’inondation par débordement de cours d'eau, notamment La cartographie des zones inondables en ex-Midi-Pyrénées réalisée dans le cadre du XIe Contrat de plan État-région, visant à informer les citoyens et les décideurs sur le risque d’inondation, est accessible sur le site de la DREAL Occitanie. La commune a été reconnue en état de catastrophe naturelle au titre des dommages causés par les inondations et coulées de boue survenues en 1982, 1999, 2009, 2012, 2013, 2015 et 2021 et au titre des inondations par remontée de nappe en 2013,.
Adast est exposée au risque de feu de forêt. Un plan départemental de protection des forêts contre les incendies a été approuvé par arrêté préfectoral le 21 avril 2020 pour la période 2020-2029. Le précédent couvrait la période 2007-2017. L’emploi du feu est régi par deux types de réglementations. D’abord le code forestier et l’arrêté préfectoral du 27 octobre 2014, qui réglementent l’emploi du feu à moins de 200 m des espaces naturels combustibles sur l’ensemble du département. Ensuite celle établie dans le cadre de la lutte contre la pollution de l’air, qui interdit le brûlage des déchets verts des particuliers. L’écobuage est quant à lui réglementé dans le cadre de commissions locales d’écobuage (CLE).

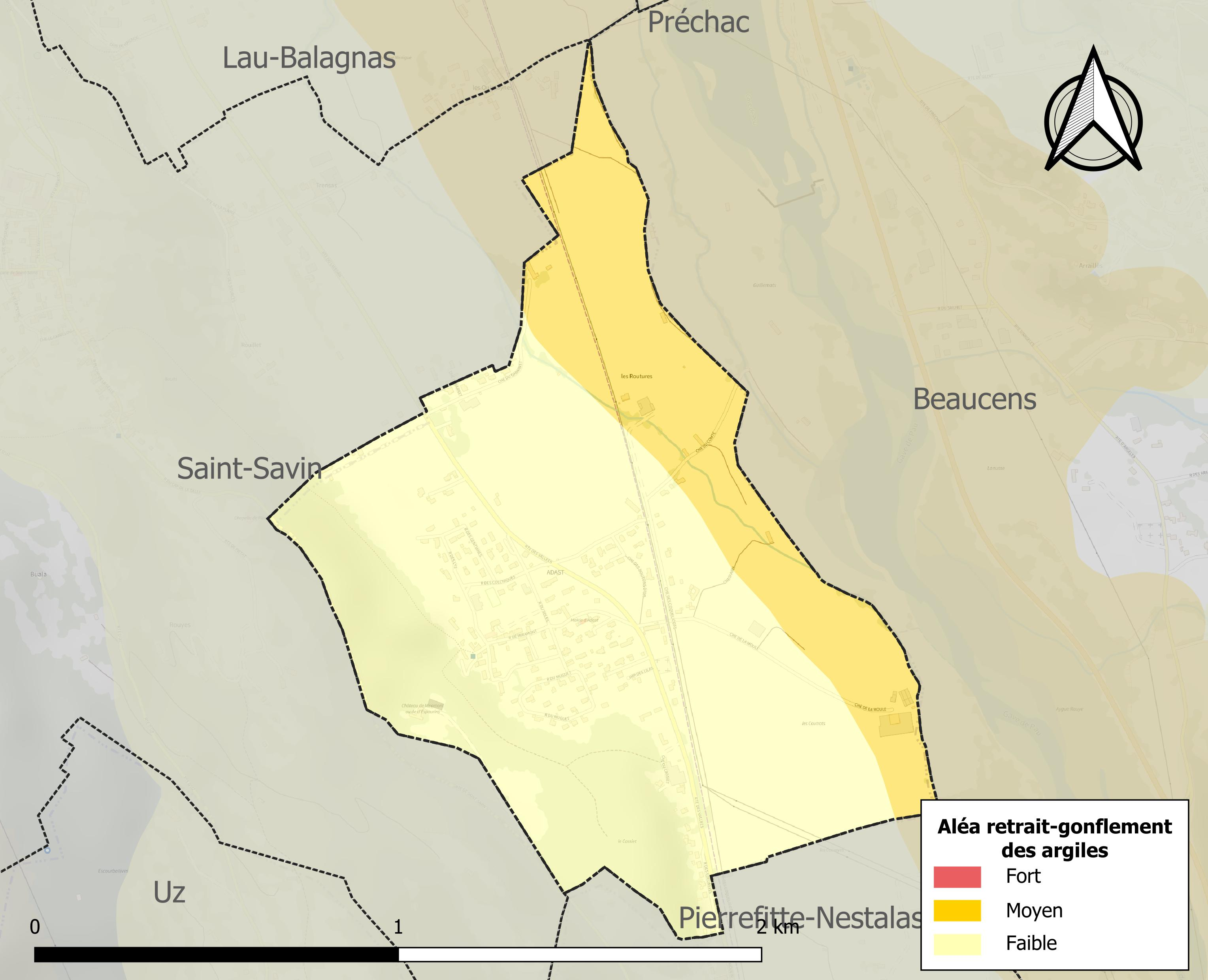
Carte des zones d'aléa retrait-gonflement des sols argileux d'Adast.

Les mouvements de terrains susceptibles de se produire sur la commune sont des mouvements de sols liés à la présence d'argile et des tassements différentiels.
Le retrait-gonflement des sols argileux est susceptible d'engendrer des dommages importants aux bâtiments en cas d’alternance de périodes de sécheresse et de pluie. 25,9 % de la superficie communale est en aléa moyen ou fort (44,5 % au niveau départemental et 48,5 % au niveau national). Sur les 121 bâtiments dénombrés sur la commune en 2019, 2 sont en aléa moyen ou fort, soit 2 %, à comparer aux 75 % au niveau départemental et 54 % au niveau national. Une cartographie de l'exposition du territoire national au retrait gonflement des sols argileux est disponible sur le site du BRGM,.
Par ailleurs, afin de mieux appréhender le risque d’affaissement de terrain, l'inventaire national des cavités souterraines permet de localiser celles situées sur la commune.
Concernant les mouvements de terrains, la commune a été reconnue en état de catastrophe naturelle au titre des dommages causés par des mouvements de terrain en 1999, 2013, 2015 et 2021.

#### Risque technologique
Le risque de transport de matières dangereuses sur la commune est lié à sa traversée par une route à fort trafic. Un accident se produisant sur une telle infrastructure est susceptible d’avoir des effets graves sur les biens, les personnes ou l'environnement, selon la nature du matériau transporté. Des dispositions d’urbanisme peuvent être préconisées en conséquence.

#### Risque particulier
Dans plusieurs parties du territoire national, le radon, accumulé dans certains logements ou autres locaux, peut constituer une source significative d’exposition de la population aux rayonnements ionisants. Certaines communes du département sont concernées par le risque radon à un niveau plus ou moins élevé. Selon la classification de 2018, la commune d'Adast est classée en zone 2, à savoir zone à potentiel radon faible mais sur lesquelles des facteurs géologiques particuliers peuvent faciliter le transfert du radon vers les bâtiments.

## Toponymie

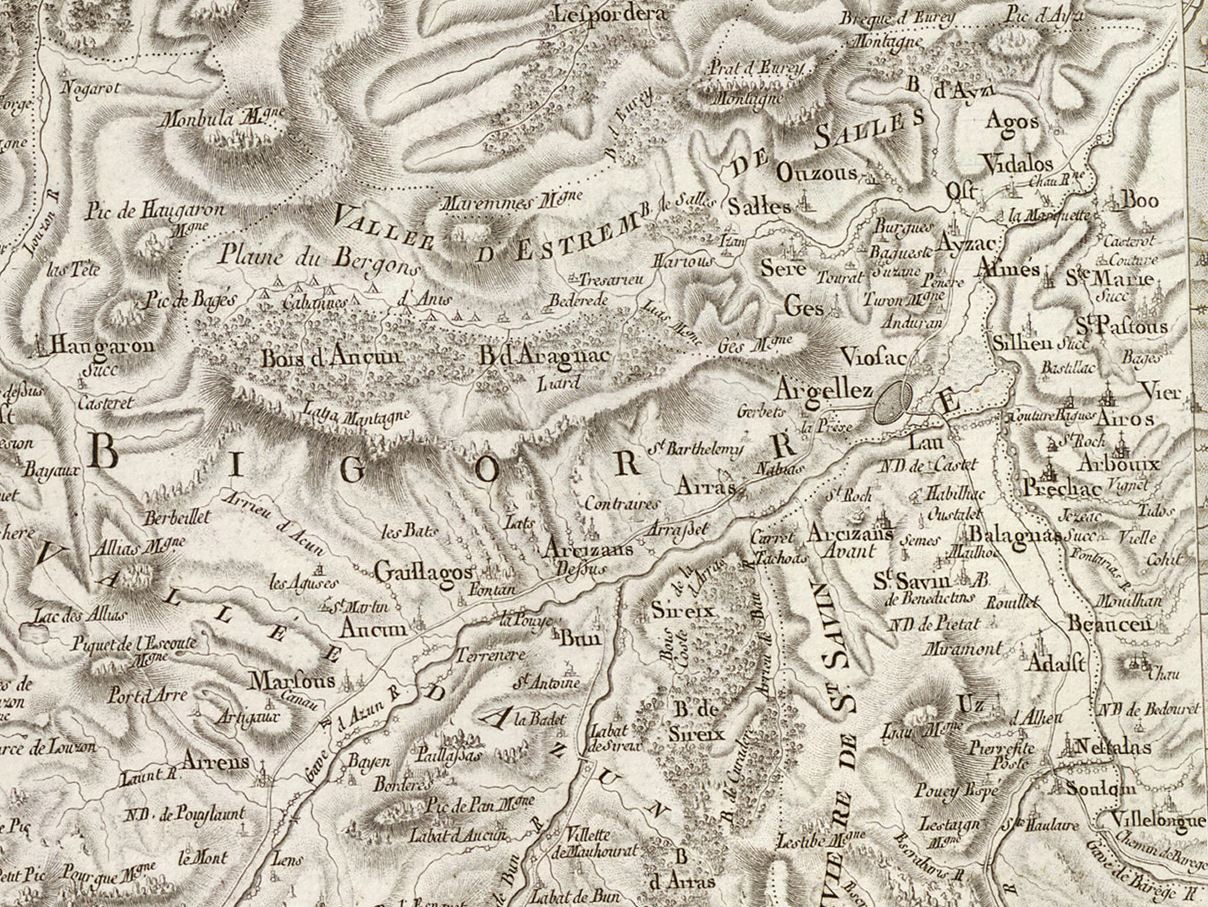
Extrait de la carte de Cassini (entre 1756 et 1789) situant Adast au sud d'Argelès-Gazost.

On trouvera les principales informations dans le Dictionnaire toponymique des communes des Hautes-Pyrénées de Michel Grosclaude et Jean-François Le Nail qui rapporte les dénominations historiques du village :
Dénominations historiques :
- Adast (v. 1035, cartulaire de Saint-Savin ; v. 1050, ibid. ; v. 1060, ibid. ; etc.) ;
- De Adasto, latin (1342, pouillé de Tarbes ; 1379, procuration Tarbes) ;
- de Ast (1429, censier de Bigorre) ;
- de Dast, (Ad)Ast (ibid.) ;
- Adaist (fin XVIIIe siècle, carte de Cassini).

Nom occitan : Adast.

## Histoire
Plusieurs récits, principalement mythologiques, existent et tournent autour du village dont principalement celui intitulé La Fée d'Adast. Il raconte l'histoire d'un jeune héritier tombé amoureux d'une fée. À son mariage avec cette dernière, elle lui fait dire un serment : il ne doit jamais prononcer un certain mot. Sinon, la fée sera ensorcelée. Mais quelques années plus tard, malgré de belles années d'amour, le jeune garçon, devenu plus âgé, sous l'effet de l'alcool et de la colère, prononça le mot contre sa femme, sans s'en rendre compte.

### Cadastre napoléonien d'Adast
Le plan cadastral napoléonien d'Adast est consultable sur le site des Archives départementales des Hautes-Pyrénées.

## Politique et administration

### Liste des maires

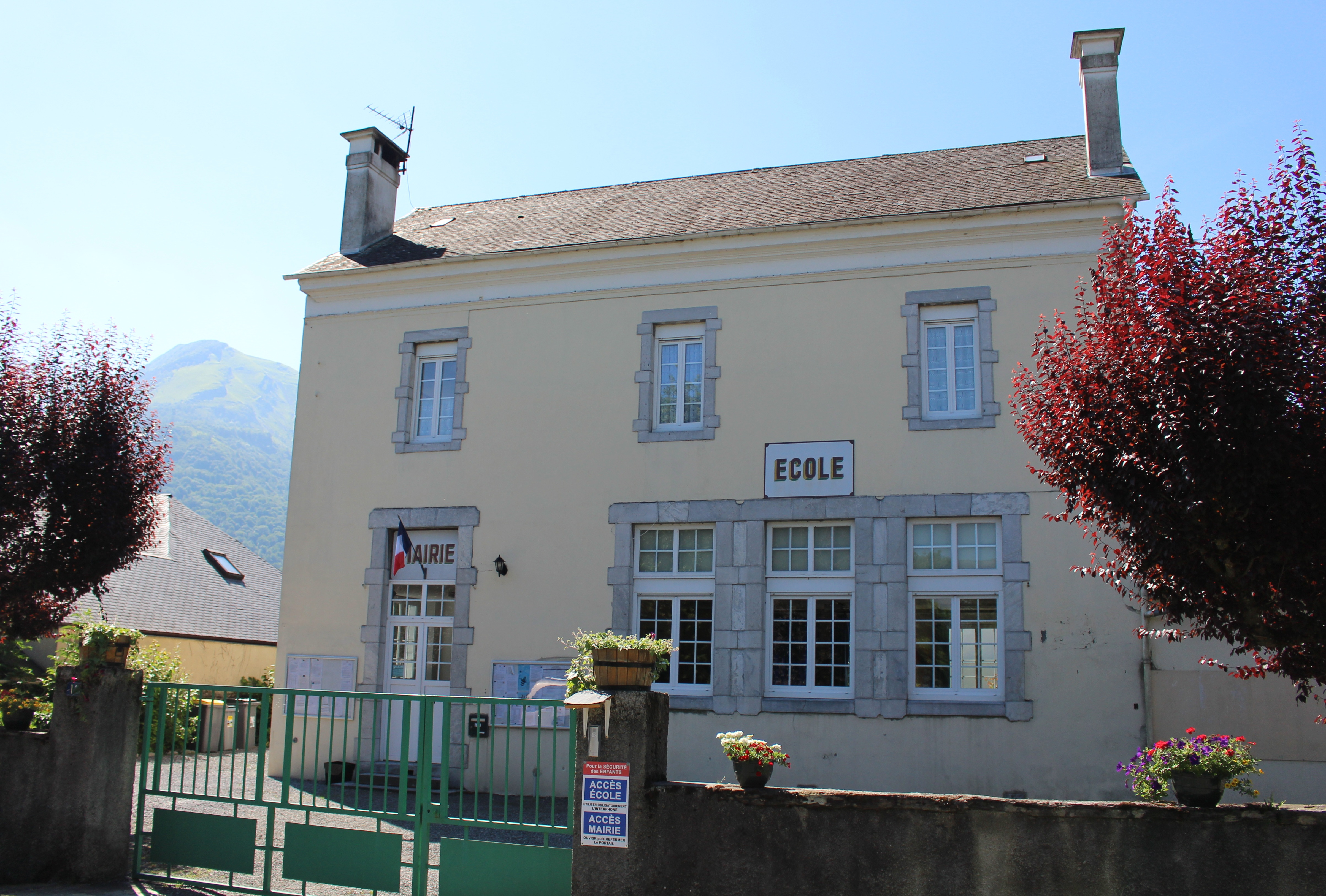
La mairie en 2014.

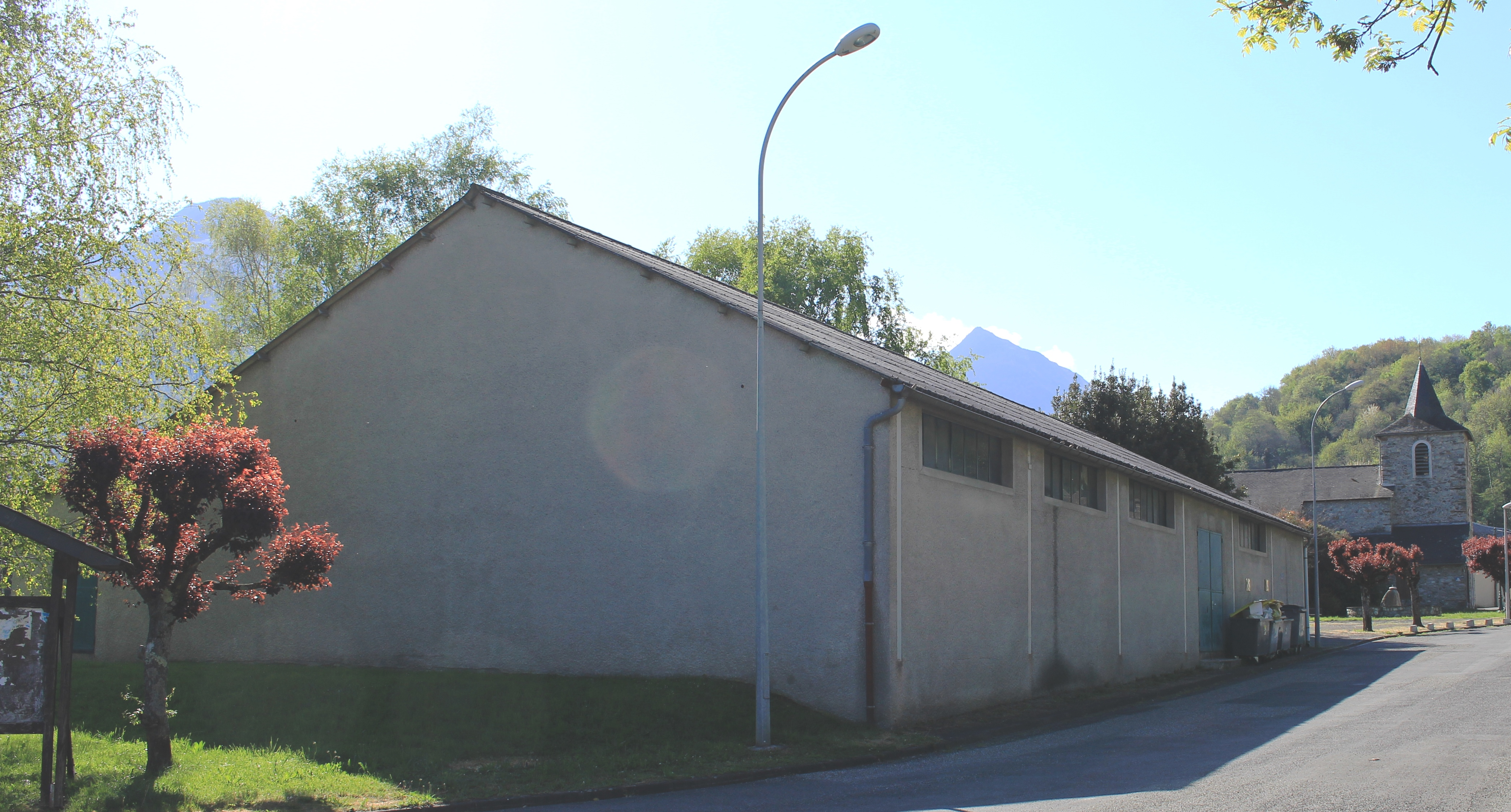
Le foyer rural en 2021.

| Période                                  | Période   | Identité                  | Étiquette | Qualité       |
| ---------------------------------------- | --------- | ------------------------- | --------- | ------------- |
| Les données manquantes sont à compléter. |           |                           |           |               |
| 1944                                     | 1947      | Paul Ladevan              |           |               |
| 1947                                     | 1953      | Paul Pouey                |           |               |
| 1953                                     | 1959      | Paul Ladevan              |           |               |
| 1959                                     | 1965      | Emile Galan               |           |               |
| 1965                                     | 1971      | Paul Ladevan              |           |               |
| 1971                                     | mars 1983 | Emile Galan               |           |               |
| mars 1983                                | mars 1989 | Etienne Puyo              |           |               |
| mars 1989                                | mars 1995 | Philippe Roux             |           |               |
| mars 1995                                | mars 2001 | Ferdinand Galan           |           |               |
| mars 2001                                | mars 2014 | Bernard Marquis           |           | Réélu en 2008 |
| mars 2014                                | mars 2020 | Jean-Philippe Castaignede | SE        | Technicien    |
| mars 2020                                | En cours  | Serge Laguibeau           |           |               |

### Rattachements administratifs et électoraux

#### Historique administratif
Pays et sénéchaussée de Bigorre, Lavedan, Arribèra de Saint-Savin, canton de Saint-Savin (1790), puis d'Argelès (1801).

#### Intercommunalité
Adast appartient à la communauté de communes Pyrénées Vallées des Gaves créée en janvier 2017 et qui réunit 46 communes.

## Population et société

### Démographie

#### Évolution démographique
| 1793 | 1800 | 1806 | 1821 | 1831 | 1836 | 1841 | 1846 | 1851 |
| ---- | ---- | ---- | ---- | ---- | ---- | ---- | ---- | ---- |
| 128  | 103  | 125  | 101  | 123  | 123  | 130  | 140  | 129  |

| 1856 | 1861 | 1866 | 1872 | 1876 | 1881 | 1886 | 1891 | 1896 |
| ---- | ---- | ---- | ---- | ---- | ---- | ---- | ---- | ---- |
| 127  | 126  | 120  | 147  | 141  | 142  | 142  | 134  | 128  |

| 1901 | 1906 | 1911 | 1921 | 1926 | 1931 | 1936 | 1946 | 1954 |
| ---- | ---- | ---- | ---- | ---- | ---- | ---- | ---- | ---- |
| 108  | 118  | 112  | 110  | 125  | 135  | 133  | 128  | 135  |

| 1962 | 1968 | 1975 | 1982 | 1990 | 1999 | 2006 | 2011 | 2016 |
| ---- | ---- | ---- | ---- | ---- | ---- | ---- | ---- | ---- |
| 146  | 174  | 200  | 205  | 203  | 227  | 244  | 261  | 292  |

| 2021 | 2022 | - | - | - | - | - | - | - |
| ---- | ---- | - | - | - | - | - | - | - |
| 300  | 302  | - | - | - | - | - | - | - |

### Enseignement
La commune dépend de l'académie de Toulouse. Elle dispose d’une école en 2017.
- École élémentaire

## Économie

### Revenus
En 2018, la commune compte 136 ménages fiscaux, regroupant 309 personnes. La médiane du revenu disponible par unité de consommation est de 21 240 € (20 420 € dans le département).

### Emploi
| Division       | 2008  | 2013  | 2018  |
| -------------- | ----- | ----- | ----- |
| Commune        | 8,5 % | 6,1 % | 9,9 % |
| Département    | 7,7 % | 9,4 % | 9,8 % |
| France entière | 8,3 % | 10 %  | 10 %  |

En 2018, la population âgée de 15 à 64 ans s'élève à 184 personnes, parmi lesquelles on compte 78 % d'actifs (68,1 % ayant un emploi et 9,9 % de chômeurs) et 22 % d'inactifs,. En  2018, le taux de chômage communal (au sens du recensement) des 15-64 ans est supérieur à celui du département, mais inférieur à celui de la France, alors qu'il était supérieur à celui de la France en 2008.
La commune fait partie de la couronne de l'aire d'attraction d'Argelès-Gazost, du fait qu'au moins 15 % des actifs travaillent dans le pôle,. Elle compte 29 emplois en 2018, contre 25 en 2013 et 37 en 2008. Le nombre d'actifs ayant un emploi résidant dans la commune est de 127, soit un indicateur de concentration d'emploi de 22,9 % et un taux d'activité parmi les 15 ans ou plus de 58,5 %.
Sur ces 127 actifs de 15 ans ou plus ayant un emploi, 22 travaillent dans la commune, soit 18 % des habitants. Pour se rendre au travail, 96 % des habitants utilisent un véhicule personnel ou de fonction à quatre roues, 1,6 % s'y rendent en deux-roues, à vélo ou à pied et 2,4 % n'ont pas besoin de transport (travail au domicile).

## Culture locale et patrimoine

Sélection de vues des monuments municipaux.
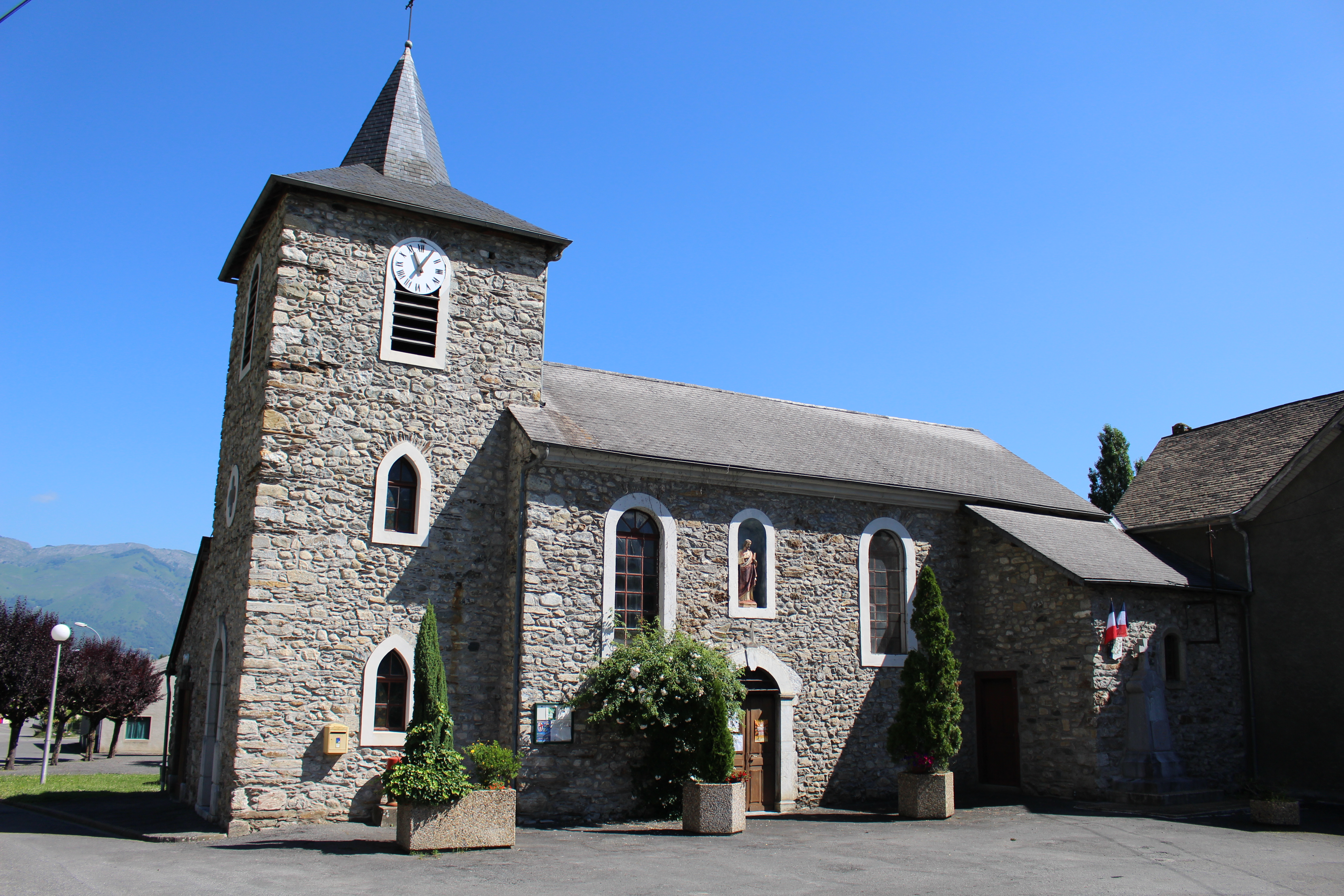
L'église Saint-Barthélémy en 2014.
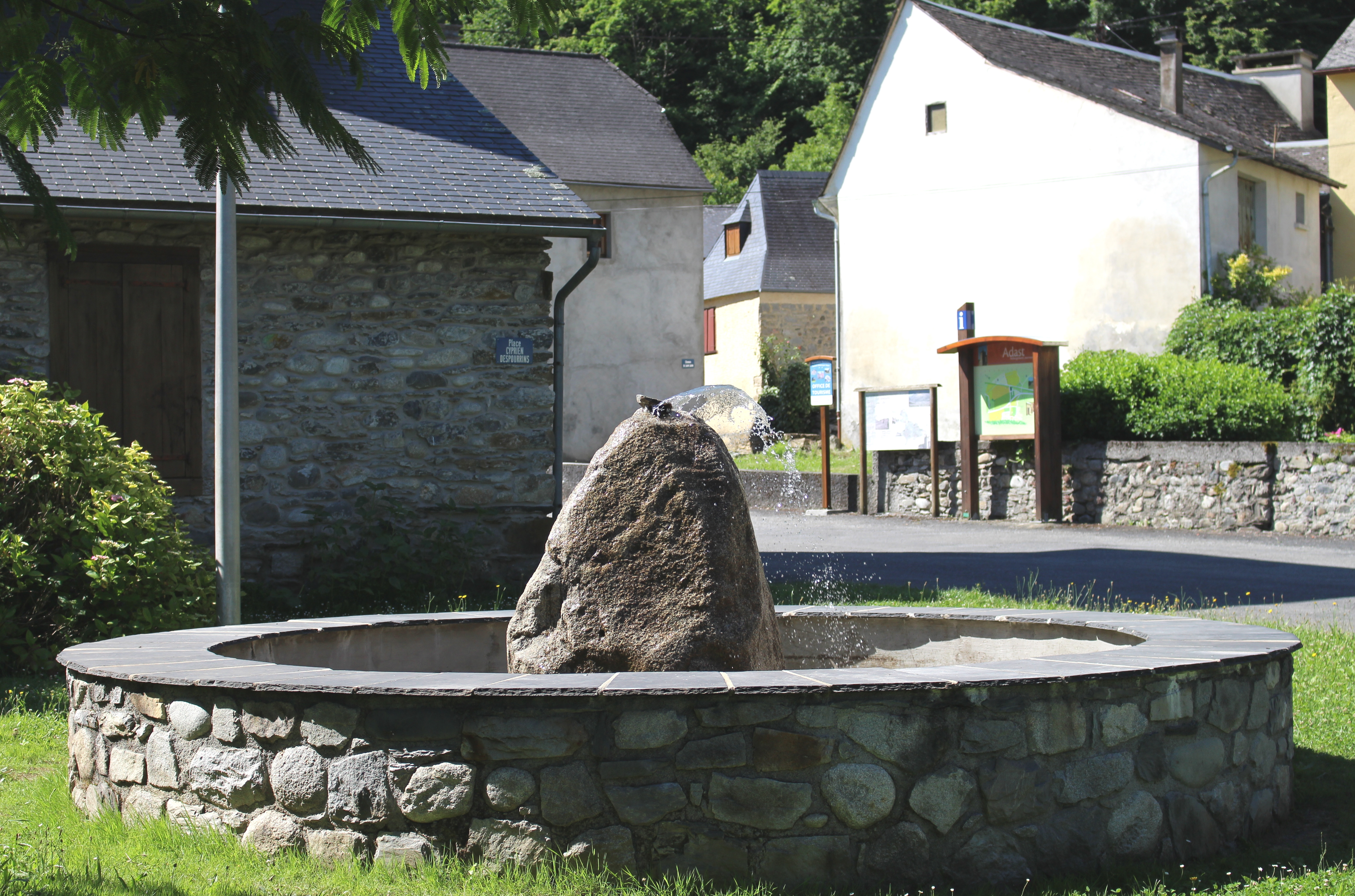
La fontaine.
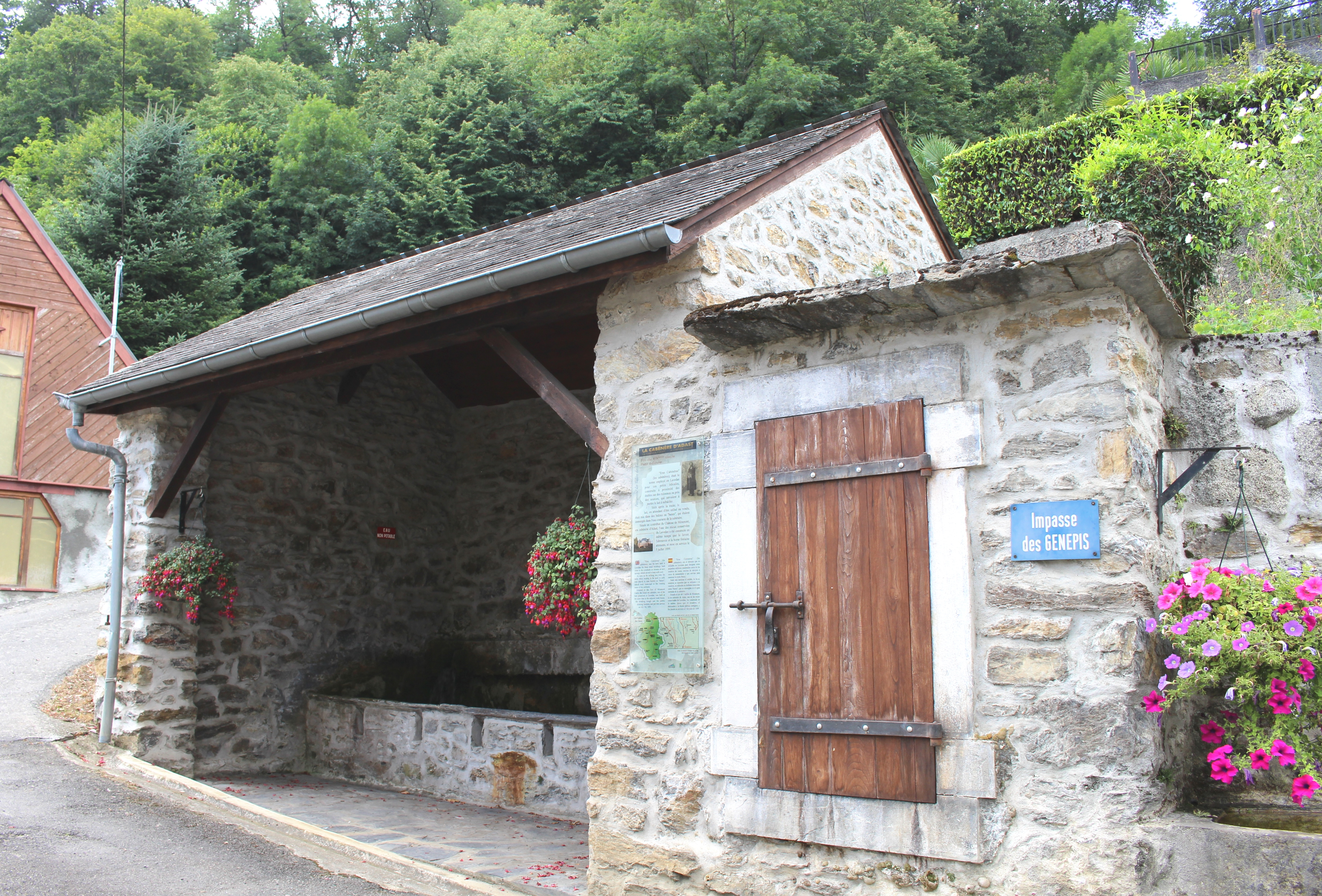
Le lavoir en 2017.

### Lieux et monuments
- Église Saint-Barthélemy d'Adast.

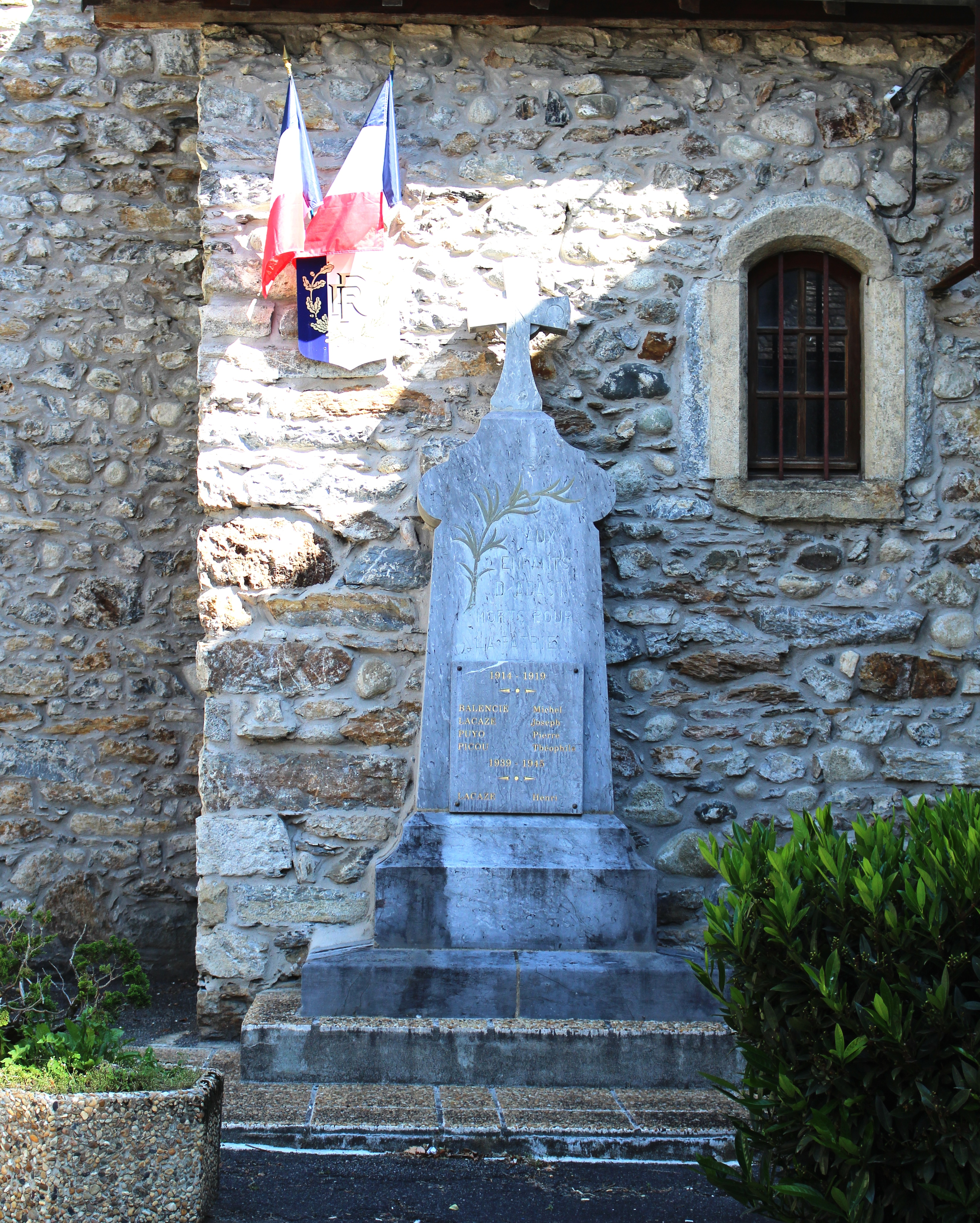
Le monument aux morts municipal.

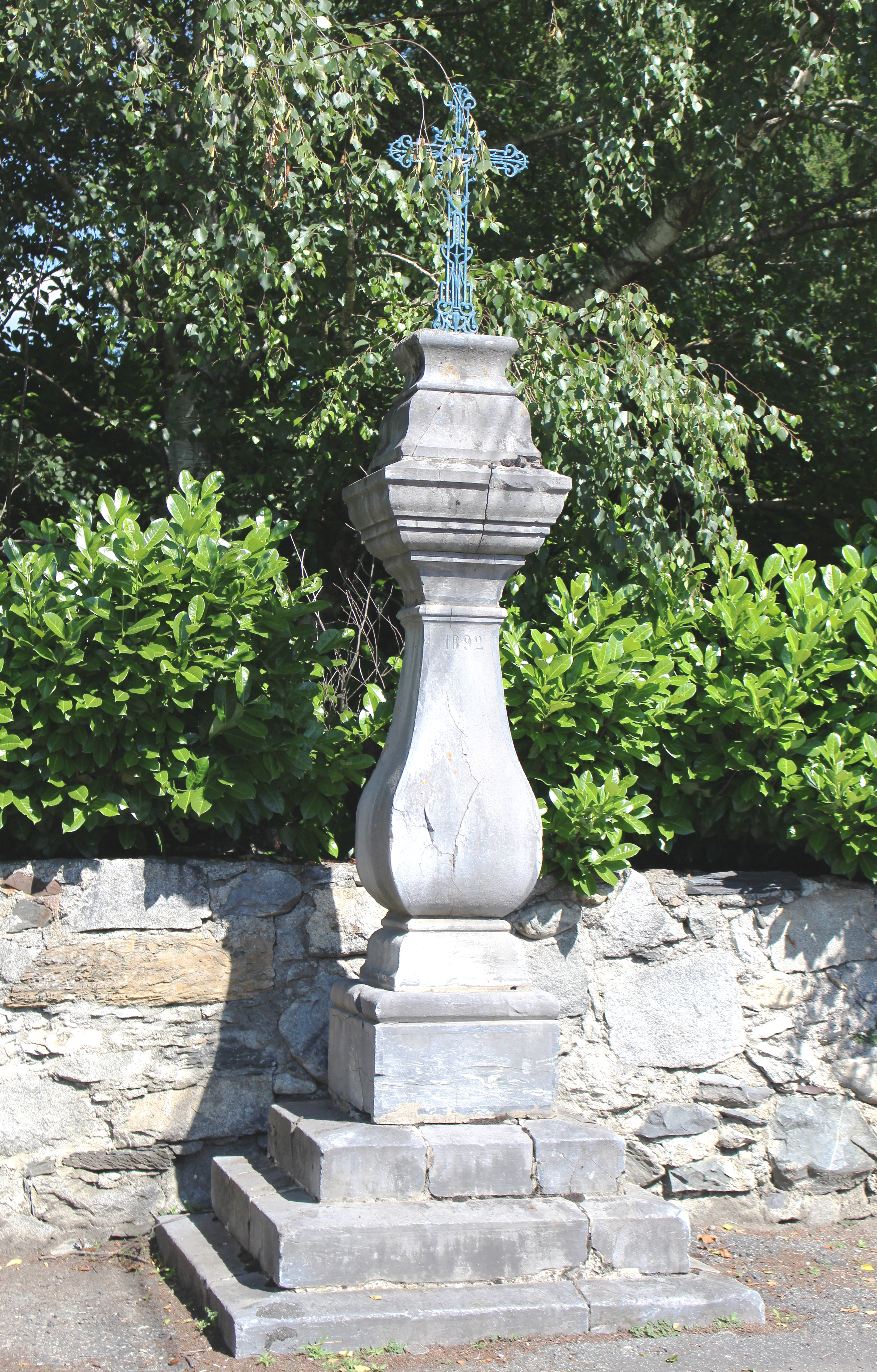
Une croix.

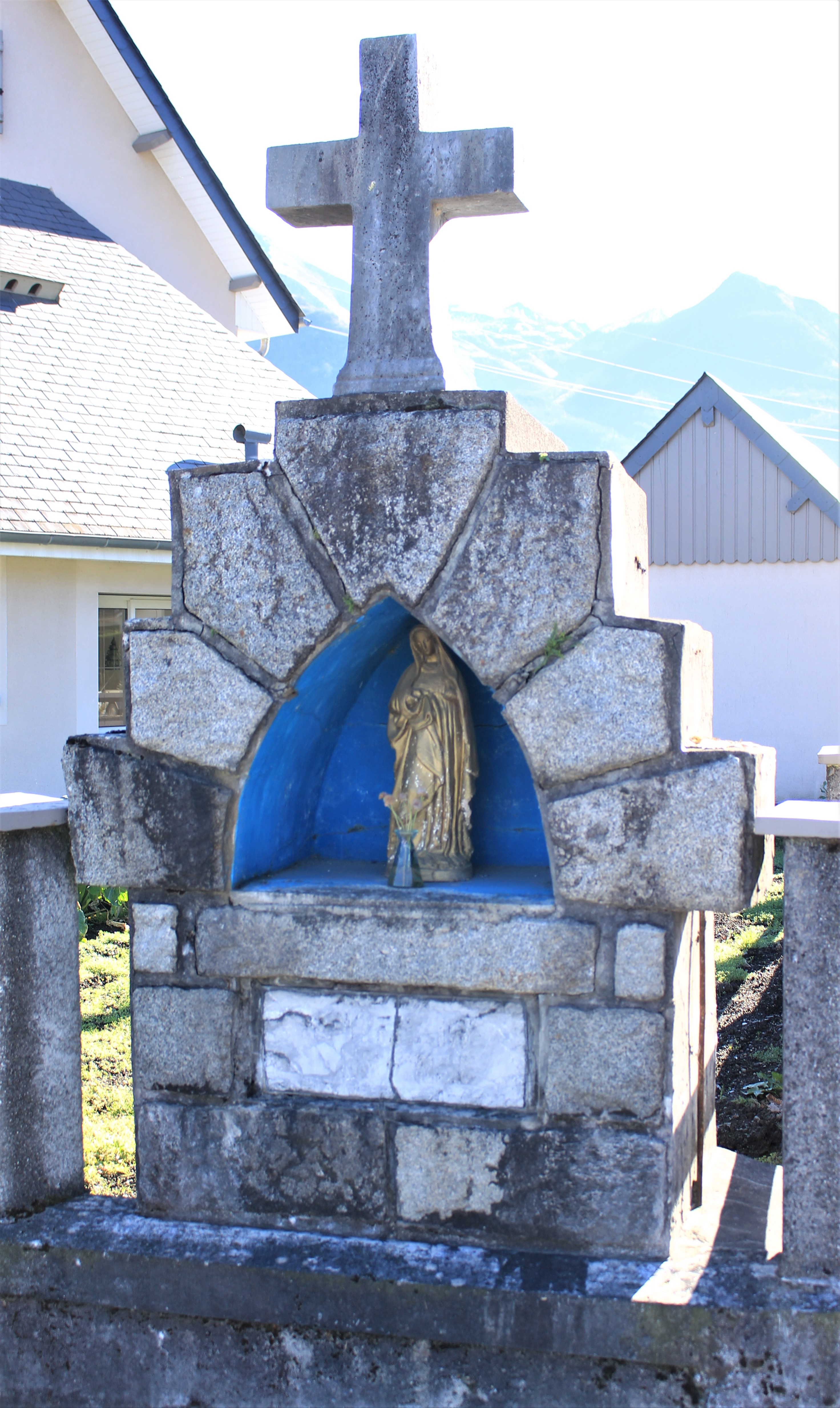
L'oratoire.

- Le château de Miramont, légué en 1270 après le décès de Mathe de Bigorre-Mâtas à l'une de ses filles, Marguerite[40].

Il devient au XVIIe siècle le refuge et la demeure du poète Cyprien Despourrins  dont la mère était Gabrielle de Miramont. Le château est ensuite acheté par Bernard Abadie-Gaye habitant de Sazos (près de Luz-Saint-Sauveur). Il sera ensuite revendu par Célestin Carrere, un fils de Louise Abadie-Gaye, en 1906. Le château sera par la suite habité par le docteur François Calot (1861-1944), un chirurgien qui fait progresser la chirurgie orthopédique en préférant des traitements conservateurs aux amputations systématiques. Il fait toute sa carrière à partir de 1890 à Berck et prendra sa retraite au château. À la fin des années 1960, le château de Miramont est vendu par les filles de Calot au journaliste et animateur de radio télévision Jacques Chancel, originaire du village voisin d'Ayzac-Ost.
- Lavoir.

### Personnalités liées à la commune
- Jacques Chancel, journaliste et écrivain français, né à Ayzac-Ost.
- Cyprien Despourrins, poète béarnais, y a vécu.

### Héraldique
| Blason de Adast | Blason  | D'azur à deux massues de sable* passées en sautoir, liées d'argent, accompagnées de trois têtes de maure de sable*, le tout surmontant trois épées de gueules* en pal.                        |
| Blason de Adast | Détails | * Il y a là non-respect de la règle de contrariété des couleurs : ces armes sont fautives (Ce blason ne comporte pas du tout de métal ! Il est donc invisible à l'oeil nu à longue distance). |